# Pseudopanthea
Pseudopanthea é um gênero de traça pertencente à família Arctiidae.